# Katja Pieweck
Katja Pieweck (* vor 1989 in Hannover) ist eine deutsche Opernsängerin (Mezzosopranistin / dramatischer Sopran). Sie singt seit 1997 an der Hamburgischen Staatsoper.

## Leben
Katja Pieweck studierte von 1989 bis 1996 Gesang an der Hochschule für Musik und Theater Hamburg, unter anderem bei Judith Beckmann. Von 1997 bis 1999 wurde sie als Mitglied im Internationalen Opernstudio Hamburg von der Körber-Stiftung gefördert, und übernahm die Valencienne in der Lustigen Witwe an der Hamburgischen Staatsoper. 1999 wurde sie fest in das Ensemble der Hamburgischen Staatsoper übernommen. 2000 wurde Katja Pieweck mit dem Kulturpreis der Berenberg-Bank-Stiftung ausgezeichnet, 2007 erhielt sie den Dr.-Wilhelm-Oberdoerffer-Preis der Stiftung zur Förderung der Hamburgischen Staatsoper.
Neben ihren regelmäßigen Auftritten in Hamburg gastierte sie unter anderem an der Staatsoper Berlin, in München und in Hannover. Zu ihrem Repertoire gehören unter anderem die Donna Elvira aus Don Giovanni, die Mercédès aus Carmen, die Suzuki aus Madama Butterfly, die Siegrune aus der Walküre und die Fricka aus dem Rheingold sowie auch Brangäne aus Tristan und Isolde und  Ortrud aus dem Lohengrin, hierin gab sie am 12. Mai 2013 ihr gefeiertes Rollendebüt in der Hamburgischen Staatsoper. Ebenso zu ihrem Repertoire gehören die Titelpartie aus Ariadne auf Naxos und die Leonore aus Fidelio.